# Baranyahídvég
Baranyahídvég là một thị trấn thuộc hạt Baranya, Hungary. Thị trấn này có diện tích 8,49 km², dân số năm 2010 là 207 người, mật độ 24 người/km².